# Grammicomyia monedula
Grammicomyia monedula är en tvåvingeart som först beskrevs av Osten Sacken 1882.  Grammicomyia monedula ingår i släktet Grammicomyia och familjen skridflugor. Inga underarter finns listade i Catalogue of Life.